# Liste von Martinsklöstern
Dies ist eine Liste von Martinsklöstern:
Deutschland:
- Kloster St. Martin (Augsburg)
- Erzabtei Beuron
- Martinskloster (Erfurt)
- Groß St. Martin, Köln
- St. Martini (Hildesheim)
- Martinskirche (Landshut)
- Stiftskirche (Kaiserslautern)
- Abtei St. Martin, Trier
- Abtei Weingarten

England:
- Battle Abbey

Frankreich:
- Abbaye Saint-Martin du Canigou
- Abbaye Saint-Martin de Laon
- Abtei Saint-Martin de Ligugé
- Abtei Saint-Martin (Pontoise)
- St-Martin-des-Champs

Italien:
- Certosa di San Martino, Neapel

Portugal:
- Kloster São Martinho de Tibães

Schweiz:
- Kloster Hermetschwil
- Kloster Muri

- Kloster St Martin’s Church (Martindale)

Spanien
- Kloster San Martiño Pinario, Santiago de Compostela
- Kloster San Martín (Villaviciosa)
- Kloster Martín de Salas

Ungarn:
- Territorialabtei Pannonhalma